# Стад де ла Моссон
«Мосо́н», или «Стад де ла Моссо́н» (фр. Stade de la Mosson) — стадион в Монпелье. Домашний стадион французского футбольного клуба ФК «Монпелье» (Лига 1). Раньше вместимость составляла 16 000 сидячих мест, реконструирован для проведения чемпионата мира по футболу 1998, где прошли 6 матчей. Также принимал групповой этап чемпионата мира по регби 2007. В связи с тем, что руководству клуба «Олимпик Марсель» не удалось договориться с властями Марселя об аренде стадиона Велодром, арена в Монпелье стала для них временным домашним полем.